# Bryobia chrysocomae
Bryobia chrysocomae är en spindeldjursart som beskrevs av Meyer 1974. Bryobia chrysocomae ingår i släktet Bryobia och familjen Tetranychidae. Inga underarter finns listade.